# 斉衡
斉衡（、旧字体：齊衡）は、日本の元号の一つ。仁寿の後、天安の前。854年から857年までの期間を指す。この時代の天皇は文徳天皇。

## 改元
- 仁寿4年11月30日（ユリウス暦854年12月23日）：改元。
- 斉衡4年2月21日（ユリウス暦857年3月20日）：天安に改元。

## 斉衡期に起きた出来事
2年
- 1月 陸奥奥地の俘囚を警備するため、兵2千人遣わす。
- 3月 戸籍未登録者の京畿内での登録を禁ずる。
- 5月 地震により、東大寺盧舎那仏像の頭部が落下

3年
- 3月9日：大宰府、漂流した新羅人30人を帰国させたと報告する。
- 7月3日：藤原長良死去。

4年
- 2月19日：藤原良房、太政大臣となる。

## 西暦との対照表
※は小の月を示す。
| 斉衡元年（甲戌） | 一月     | 二月※ | 三月  | 四月※ | 五月    | 六月  | 七月※ | 八月 | 九月※ | 十月  | 十一月 | 十二月 |          |
| ---------------- | -------- | ----- | ----- | ----- | ------- | ----- | ----- | ---- | ----- | ----- | ------ | ------ | -------- |
| ユリウス暦       | 854/2/1  | 3/3   | 4/1   | 5/1   | 5/30    | 6/29  | 7/29  | 8/27 | 9/26  | 10/25 | 11/24  | 12/24  |          |
| 斉衡二年（乙亥） | 一月※    | 二月※ | 三月※ | 四月  | 閏四月※ | 五月  | 六月※ | 七月 | 八月  | 九月※ | 十月   | 十一月 | 十二月※  |
| ユリウス暦       | 855/1/23 | 2/21  | 3/22  | 4/20  | 5/20    | 6/18  | 7/18  | 8/16 | 9/15  | 10/15 | 11/13  | 12/13  | 856/1/12 |
| 斉衡三年（丙子） | 一月※    | 二月  | 三月※ | 四月※ | 五月    | 六月※ | 七月  | 八月 | 九月  | 十月※ | 十一月 | 十二月 |          |
| ユリウス暦       | 856/2/10 | 3/10  | 4/9   | 5/8   | 6/6     | 7/6   | 8/4   | 9/3  | 10/3  | 11/2  | 12/1   | 12/31  |          |
| 斉衡四年（丁丑） | 一月※    | 二月※ | 三月  | 四月※ | 五月※   | 六月  | 七月※ | 八月 | 九月  | 十月※ | 十一月 | 十二月 |          |
| ユリウス暦       | 857/1/30 | 2/28  | 3/29  | 4/28  | 5/27    | 6/25  | 7/25  | 8/23 | 9/22  | 10/22 | 11/20  | 12/20  |          |